# スキー汁
スキー汁（スキーじる）は、新潟県上越市の郷土料理。

## 概要
上越市は、1911年（明治44年）に当時のオーストリア＝ハンガリー帝国陸軍テオドール・フォン・レルヒ少佐が日本で初めてスキーの技術を伝えた地として知られている。
スキー汁は、スキー大会に出された味噌仕立ての汁が始まりだとされる。
名称の由来としては以下のような説がある。
- スキー場で売られていたことから。
- スキー演習中の陸軍師団長が命名した。
- スキーブームに便乗して命名された。

## 材料
以下のような材料が使われ、それぞれ意味があるとされる。使用される具材は豚汁に使われているものも多いが、ジャガイモではなくサツマイモを用いるのが特徴と言える。
- ダイコン - 細く切って、スキー板を表す[1]。
- ニンジン - 細く切って、スキー板を表す[1]。
- コンニャク - 雪の上にできるスキーの滑走跡を表す[1]。
- 豆腐 - 雪や霰を表す[1]。
- 長ネギ - 雪道を歩くときに滑らないようにするための履き物を表す[1]。
- ゴボウ - 雪道を歩くときに滑らないようにするための履き物を表す[1]。
- サツマイモ[1]

1999年に上越調理師協会高田支部が定めたレシピでは、使用する食材は豚バラ肉、サツマイモ、ダイコン、ニンジン、ゴボウ、豆腐、ネギ、つきこんにゃくとなっており、ニンジンはスキー板を模して短冊切りにする。作り方は豚汁と同じである。

## 歴史
金谷山の通称「山のうち」が冬にスキー汁を販売していたのが発祥とされる。大鍋に作り置きしておけば、客がいつ来ても熱い汁をすぐに提供でき、栄養価も高く、身体も温まる。販売価格も手ごろだったころから人気を呼び、ほかの旅館や茶屋でも同様の汁を提供するようになって、金谷山の名物となった。「スキー」というカタカナ語が当時は新鮮でハイカラな語感として受け止められたらしく、日本酒のスキー正宗やスキーせんべい、スキー人形、スキー小唄などが同時期に誕生している。
上越調理師協会高田支部では、スキー汁の誕生は1911年（明治44年）、上記のレルヒ少佐が日本に初めてスキー技術を紹介した年と推測し、訓練中に鹿児島出身の将兵が考案したさつま汁風の汁が原型ではないかと推測している。この地でスキー演習をしていた第13師団の長岡外史師団長が名付け親とする。
1912年（明治45年）5月21日に金谷山で選手100人を集めて日本初のスキー大会が開催されるが、競技関係者のために用意されたのがスキー汁とされ、上述の上越調理師協会高田支部のレシピはこの時のレシピを再現したものとされている。
ただし、当時は豚肉は入手が困難であったため、当時の金谷山で入手が容易であったウサギ肉が使用されていた。